# Jovana Popović Benišek
Jovana Popović Benišek cyr. Јована Поповић Бенишек (ur. 22 marca 1965 w Nowym Sadzie) – serbska malarka.

## Życiorys
W 1989 ukończyła studia z zakresu malarstwa w Akademii Sztuk Pięknych w Nowym Sadzie (klasa Dušana Todorovicia). Studia w zakresie malarstwa użytkowego kontynuowała w Belgradzie. Należy do Stowarzyszenia Artystów Plastyków Wojwodiny SULUV. Pracowała początkowo w szkole jako nauczycielka plastyki. W 2010 została zatrudniona w Kolekcji Pavla Beljanskiego w Nowym Sadzie, gdzie zajmuje się marketingiem i public relations. W tym samym roku podjęła pracę nauczyciel w liceum w Sremski Karlovci. Wkrótce potem wyjechała do Paryża na rezydencję artystyczną w Cite des Arts International. Kieruje Galerią i Pracownią w Nowym Sadzie, gdzie prowadzi zajęcia artystyczne dla dzieci i młodzieży. W Sremski Karlovci założyła prywatne Muzeum Zapałek, którego jest właścicielką.

## Twórczość
Twórczość Jovany Popović Benišek to nie tylko obrazy, ale także projekty graficzne, mozaiki i ceramika. W 2013 została wyróżniona przez władze miasta Sremski Karlovci za swoją twórczość. Pierwszą wystawę indywidualną dzieł artystki zaprezentowano w galerii Salon 79 w Nowym Sadzie. Kolejne wystawy indywidualne artystki zorganizowano na Węgrzech, w Czarnogórze, Macedonii, Francji i w Szwecji.